# Julie Dorf
Julie Dorf, née le 28 février 1965, est une défenseure des droits de l'homme américaine, mieux connue en tant que directrice exécutive et fondatrice d'OutRight Action International (alors connue sous le nom de International Gay and Lesbian Human Rights Commission). Elle a adhéré à l'organisation en 1990 et a été directrice exécutive jusqu'en 2000.

## Activisme
Comme Ryan Thoreson l'écrit dans son livre Transnational LGBT Activism, Julie Dorf « a construit l'organisation d'un groupe de base dans le style d'ACT-UP ou de Queer Nation en une organisation 501(c)(3) plus professionnelle, qui est devenue une source, faisant autorité, d'informations sur les droits des LGBT dans le monde. »
Julie Dorf a ensuite été membre du personnel de la Horizons Foundation, une organisation philanthropique LGBT de la région de la baie de San Francisco, avant de devenir conseillère principale au Council for Global Equality, une organisation qu'elle a aidé à créer et qui plaide pour une politique étrangère américaine inclusive des LGBT.
Chef de file du mouvement vers l'égalité internationale des LGBT depuis de nombreuses décennies, les autres activités de Julie Dorf comprennent : la co-fondation de la Pink Triangle Coalition sur les réparations pour les victimes homosexuelles de persécutions nazies ; contribution à la création du Astraea International Fund for Sexual Minorities ; la mise en œuvre du Russia Freedom Fund pour aider les militants LGBT de l'ancienne Union soviétique à lutter contre les lois anti-homosexuelles. Au fil des ans, elle a été consultante indépendante pour l'Association professionnelle mondiale pour la santé des personnes transgenres (WPATH), l'Open Society Institute, le Global Fund for Women (en), la Arcus Foundation (en) et le projet Fenton Communications / J-Street. Julie Dorf siège au conseil d'administration de PowerPAC +,  aux conseils consultatifs d'OutRight Action International et du Programme des droits des LGBT à Human Rights Watch et au Northern California Finance Committee de J Street. Auparavant, elle a siégé au conseil d'administration du Bay Area Council for Soviet Jews (en) (alors connu sous le nom de Bay Area Council for Jewish Rescue and Renewal), de l'Intersex Society of North America (en) (ISNA) et de Freedom to Marry.
Julie Dorf a obtenu à l'Université Wesleyan avec un B.A. en études russes et soviétiques.

## Publications
- Julie Dorf, Gloria Pérez, « Discriminations and the Tolerance of the Difference: International Lesbian Human Rights », in Julie Peters, Andrea Wolper, Women's Rights, Human Rights, Routledge, 1995, p. 324-334